# Santa Comba (Vila Nova de Foz Côa)
Santa Comba es una freguesia portuguesa del municipio de Vila Nova de Foz Côa, con 30,83 km² de superficie y 290 habitantes (2001). Su densidad de población es de 9,4 hab/km².